# Pośredni Durny Kopiniak
Pośredni Durny Kopiniak (słow. Prostredná pyšná veža) – turnia w górnym fragmencie Durnej Grani w słowackiej części Tatr Wysokich. Na północy graniczy z Zadnim Durnym Kopiniakiem, od którego oddzielają go płytkie Pośrednie Durne Wrótka, natomiast na południe od Pośredniego Durnego Kopiniaka położony jest Skrajny Durny Kopiniak, oddzielony wyraźnymi Niżnimi Durnymi Wrótkami. Turnia ma rozłożystą, niemal poziomą grań szczytową.
Turnia jest wyłączona z ruchu turystycznego. Zachodnie stoki Pośredniego Durnego Kopiniaka opadają do Spiskiego Kotła, natomiast wschodnie do Klimkowego Żlebu – dwóch odgałęzień Doliny Małej Zimnej Wody i jej górnego piętra, Doliny Pięciu Stawów Spiskich. Drogi dla taterników prowadzą na wierzchołek granią od południa lub od północy oraz z Klimkowego Żlebu i Spiskiego Kotła.
Pierwsze wejścia na Pośredniego Durnego Kopiniaka miały miejsce przy okazji pierwszych przejść Durnej Grani.